# Абреу дос Сантос, Педро Гильерме
Педро Гильерме Абреу дос Сантос (порт. Pedro Guilherme Abreu dos Santos более известный, как Педро порт. Pedro; род. 20 июня 1997[…], Рио-де-Жанейро) — бразильский футболист, нападающий клуба «Фламенго». Выступал за сборную Бразилии.

## Биография
Педро — воспитанник клуба «Флуминенсе». 11 марта 2016 года в поединке Примера лиги против «Крисиумы» он дебютировал в основном составе. 26 июня в матче против «Фламенго» он дебютировал в бразильской Серии А. В том же году Педро помог клубу выиграть Примера лигу. 4 июля 2017 года в поединке против «Шапекоэнсе» он забил свой первый гол за «Флуминенсе». В матче Южноамериканского кубка против эквадорского ЛДУ Кито Педро отметился забитым мячом. 12 апреля 2018 года в поединке Южноамериканского кубка против боливийского «Насьональ Потоси» он забил гол.
В августе 2019 года Педро перешёл в «Фиорентину». Однако в итальянском клубе бразилец получал недостаточно игровой практики, и в начале 2020 года был отдан в аренду во «Фламенго». Вместе с «рубро-негрос» выиграл Рекопу Южной Америки, Суперкубок Бразилии, чемпионат штата Рио-де-Жанейро и чемпионат Бразилии.
С 2021 года выступает за «Фла» уже с полноценным контрактом. Вновь выиграл чемпионат штата, а также помог своей команде выйти в финал Кубка Либертадорес. В 2022 году забил за «Фламенго» 12 мячей в Кубке Либертадорес, став лучшим бомбардиром и лучшим игроком розыгрыша. Помог «Фламенго» в третий раз в истории завоевать этот трофей.
18 августа 2018 года главный тренер сборной Бразилии Тите вызвал Педро на товарищеские матчи с США и Сальвадором.

## Достижения

### Командные
- Чемпион штата Рио-де-Жанейро (2): 2020, 2021
- Обладатель Суперкубка Бразилии (1): 2020 (не играл)
- Победитель Примейра-лиги (1): 2016
- Обладатель Кубка Либертадорес (1): 2022
- Финалист Кубка Либертадорес (1): 2021
- Обладатель Рекопы Южной Америки (1): 2020

### Личные
- Лучший игрок Кубка Либертадорес (1): 2022
- Лучший бомбардир Кубка Либертадорес (1): 2022